# Драшпуль Назарій Владиславович
Наза́рій Владисла́вович Дра́шпуль (нар. 31 грудня 1994 року в м. Ірпінь — загинув 28 серпня 2022 року, село Павлівка Донецької області). Почесний громадянин міста Ірпінь (посмертно). Учасник російсько-української війни.

## Життєпис
У Ірпіні жив і навчався. Закінчив Національний університет біоресурсів і природокористування України за спеціальністю «Облік і оподаткування». Працював фінансистом. Багато читав, займався спортом, малював. Дуже хотів бути фізиком, тому вступив у Київський національний університет на спеціальність «Теоретична фізика». З підліткового віку цікавився медициною і військовою справою. У 15 років почав грати в страйкбол, займався реконструкцією. Також любив ходити в гори і кататися на сноуборді.
У 2014—2017 роках Назарій служив у 101-й окремій бригаді охорони Генерального Штабу. Періодично виконував бойові завдання в зоні АТО на Донбасі. У 2021-му перебував на військових зборах і змінив військову спеціальність з фінансиста на стрілка.
Зранку 24 лютого 2022 року, у перший день повномасштабної війни, чоловік пішов добровольцем у військкомат. Уже ввечері був на оборонних позиціях у складі 72-ї окремої механізованої бригади імені Чорних Запорожців. Разом із побратимами захищав Київщину від окупантів, а згодом вирушив в інші гарячі точки фронту.
Драшпуль воював у складі першої роти першого батальйону 72-ї окремої механізованої бригади імені Чорних Запорожців. Брав участь у вигнанні окупантів з рідної землі. Якщо доводилося відступати, то підрозділ, у якому служив Драшпуль, ішов останнім.
Окупанти засипали позиції наших бійців десятками тисяч снарядів і мін. 28 серпня було поранено кількох українських воїнів. Назарій Драшпуль зголосився рятувати побратимів. Але вибух міни обірвав життя 27-річного героя, єдиного сина у батьків.
Військовослужбовець Назарій Драшпуль, позивний «Падре», загинув 28 серпня 2022 року поблизу села Павлівка Донецької області. Під час евакуації поранених побратимів захисник потрапив під ворожий обстріл.
Поховали Героя на Алеї пам'яті захисників України у рідному Ірпені.

## Нагороди і вщанування
- Рішенням Ірпінської міської ради Назарію Драшпулю присвоєно Почесне звання «Почесний громадянин міста Ірпінь»  (посмертно).
- 28 серпня 2023 року встановлено меморіальну дошку пам'яті Назарія Драшпуля за адресою м. Ірпінь, вул. Гагаріна, 11.